# Günter Oldenburg (General)
Günter Oldenburg (* 3. September 1931 in Stettin; † 16. Juni 2010) war ein Offizier der Nationalen Volksarmee, zuletzt im Range eines Generalmajors.

## Leben und Werdegang
Günter Oldenburg wurde als Sohn eines Arbeiters in Stettin geboren. Er schloss die Schule mit der 8. Klasse ab. Bis 1947 war er als Gelegenheitsarbeiter tätig. Von 1947 bis 1949 absolvierte er eine Lehre als Bäcker.

## Militärische Laufbahn
Am 9. November 1949 trat Günter Oldenburg als Offiziersschüler an der VP-Schule Prora in die bewaffneten Organe der DDR ein. Nach Abschluss der Ausbildung im Jahre 1950 wurde er bis 1952 als Zugführer in der VP-Dienststelle Löbau eingesetzt. Im Jahr 1952 trat er in die SED ein. Von 1952 bis 1953 war Oldenburg in der KVP-Dienststelle Löbau Sportoffizier und dann Gehilfe und Leiter einer Unterabteilung. Im Aeroklub Bautzen erfolgte sein Einsatz von 1953 bis 1954 als Oberoffizier operative Arbeit und anschließend bis 1955 als Stabschef der 3. Abteilung. In den Jahren 1955 bis 1959 absolvierte er ein Studium an einer Militärakademie der UdSSR.
Ab 1960 war Oldenburg im Kommando Luftstreitkräfte/Luftverteidigung der NVA zunächst Leiter der Unterabteilung operative Arbeit und ab 1962 Stellvertreter des Chefs des Stabes für operative Arbeit. Er absolvierte von 1969 bis 1971 ein Studium an der Generalstabsakademie der UdSSR. Nach seiner Rückkehr erfolgte sein Einsatz von 1971 bis 1972 wieder im Kommando LSK/LV als Stellvertreter des Chefs des Stabes für operative Arbeit und als Chef des Stabes (m. d. F. b.).
Am 1. Juni 1972 wurde Oberst Oldenburg als Nachfolger von Generalmajor Kurt Rappmann Kommandeur der 3. Luftverteidigungsdivision in Trollenhagen. Oberst Oldenburg wurde am 7. Oktober 1974 zum Generalmajor ernannt. Während dieser Zeit war er von Februar 1979 bis Februar 1981 Mitglied der SED-Bezirksleitung Neubrandenburg. Am 30. November 1981 übergab er das Kommando über die 3. LVD an Oberst Hans Partzsch. 
Mit Wirkung vom 1. März 1982 übernahm Oldenburg von Generalmajor Gerhard Rother den Posten des Militärattachés an der Botschaft der DDR in der UdSSR. Diesen übergab er am 31. Mai 1987 an Generalmajor Hans Unterdörfel.
Anschließend war Oldenburg bis 1988 kommandiert zum Chef Aufklärung im Ministerium für Nationale Verteidigung (MfNV). 1989 wurde er als Nachfolger von Generalmajor Harry Rathmann stellvertretender Chef Aufklärung und Chef 2. Verwaltung im Bereich Aufklärung des MfNV. Ihm folgte auf diesem Posten 1990 Oberst Jura Hoffmann nach.
Am 30. April 1990 wurde Generalmajor Günter Oldenburg in den Ruhestand entlassen. Er lebte zuletzt in Schweina und starb im Alter von 78 Jahren.

## Auszeichnungen
- 1973 Vaterländischer Verdienstorden in Bronze und 1979 in Gold
- 1977 Artur-Becker-Medaille in Gold
- Kampforden „Für Verdienste um Volk und Vaterland“ in Gold